# Assedio del Castello di San Giorgio
L’Assedio del Castello di San Giorgio (detto anche Assedio di Cefalonia) fu un evento bellico che si verificò dall'8 novembre al 24 dicembre 1500 nell'ambito della seconda guerra turco-veneziana (1499-1503). L'assedio fu condotto da un esercito ispano-veneziano al comando del capitano Gonzalo Fernández de Córdoba e di Benedetto Pesaro che riuscì a conquistare il Castello di San Giorgio, principale fortezza dell'isola.

## Antefatti
Cefalonia, la maggiore delle Isole Ionie al largo della costa della Grecia, era stata nelle mani dei conti palatini di Cefalonia e Zacinto della famiglia Tocco dal 1358 al 1479, quando fu invasa e catturata dall'Impero ottomano. Con l'eccezione di un breve periodo sotto il controllo veneziano nel 1482–1483, l'isola rimase in mano agli ottomani sino al 1500.. 
Nel 1499 scoppiò la seconda guerra ottomano-veneziana con l'attacco ottomano al porto di Lepanto, nell'entroterra greco, che si arrese il 24 agosto. La guerra proseguì male per Venezia dal momento che gli ottomani spostarono sempre più la loro attenzione in Morea e riuscirono ad occupare Modone il 9 agosto 1500, evento seguito dalla resa dei vicini forti di Corone e Navarino.

### La flotta spagnola giunge a Zante
Il 28 ottobre 1500 la flotta spagnola, al comando di Gonzalo Fernández de Córdoba, arrivò al largo di Zante dopo essere salpata il giorno prima da Porto Longo ma causa del forte vento non fu possibile attraccare. Benedetto Pesaro, Capitano Generale da Mar della Repubblica di Venezia, decise di inviare quattro sopracomiti per accogliere nel modo dovuto lo spagnolo, non essendo stato informato del suo arrivo. Questi gli offrirono il comando delle forze veneziane per la riconquista di Cefalonia e gli riferirono che il capitano generale lo avrebbe raggiunto a bordo di una galea non appena il vento si fosse calmato. Durante l'incontro Consalvo disse di essere giunto a Zante senza invito per amore della cristianità, amicizia verso la Serenissima e perché spinto dalle lettere dell'oratore veneziano a Napoli. La sua flotta disponeva di tre caracche genovesi di cui la Camilla (l'ammiraglia) da 3 000 botti, un'altra da 2 800 botti e la Salvega da 2 500 botti, 54 tra barze e caravelle di cui le più grandi da 600 botti ma la maggior parte da 200-300 botti, 7 galee castigliane, 8-10 fuste catalane, 500 schioppettieri, 1 000 balestrieri, 25 grandi cannoni di bronzo e decine di minor calibro, il resto fanti e lancieri oltre a viveri per quattro o cinque mesi. Successivamente furono inviati tre sovracomiti in visita al capitano dei francesi, malato di dissenteria. Egli disponeva di due barze grosse da 3 000 botti con 600 uomini a bordo. Poiché la paga per i suoi soldati si sarebbe esaurita in meno di un mese, i veneziani si offrirono di coprire le sue spese durante la permanenza sull'isola e gli concessero una galea.

### Pianificazione dell'impresa di Modone
Il 31 ottobre Consalvo sbarcò sull'isola e dopo aver incontrato il Pesaro i due andarono prima a messa e poi riunirono un consiglio di guerra in una casa a cui parteciparono le più alte personalità spagnole presenti insieme ai provveditori veneziani e ai capitani delle galee. Dopo aver esaminato carte e disegni, si deliberò di catturare la fortezza di Modone, difesa da circa 800 turchi. Si sarebbe effettuata una ricognizione in gondola per verificare lo stato delle difese per poi farvi penetrare di notte 3 000 soldati attraverso cunicoli sotterranei chiusi da grate arrugginite che la collegavano al mare posti presso il tratto sud-ovest delle mura. Nel caso in cui questa via si fosse rivelata impraticabile, si sarebbe catturato il porto e il borgo con 4 000-5 000 uomini per poi cercare di entrare nella fortezza nello stesso punto da cui erano penetrati i turchi con la copertura dei balestrieri, degli schioppettieri e dell'artiglieria. Prima però si decise di recarsi a Cefalonia, in primo luogo per raccogliere il legname e il materiale necessario per realizzare i ripari, in secondo perché puntando a ponente non sarebbero messi in allarme i turchi. Il Pesaro inviò immediatamente richieste di munizioni, polvere da sparo, denaro e viveri in Puglia, a Creta e a Corfù e ordinò che fossero riparate alla buona ed equipaggiate al più presto alcune galee grosse e galee sottili che versavano in cattivo stato. La flotta veneziana a Zante, infatti, era costituita da quattro galee grosse, sei galee sottili e due barze, perlopiù vecchie, dal legname marcio e il sartiame usurato, alcune delle quali imbarcavano persino acqua, inoltre il denaro per finanziare l'impresa scarseggiava e alla partenza vi erano viveri solamente per una decina di giorni.

### Arrivo a Cefalonia e trattative con il presidio turco
Il 1 novembre la flotta ispano-veneziana raggiunse Cefalonia. Il giorno successivo il cancelliere di Luca Querini, provveditore di Corfù, si offrì di condurre le trattative per convincere la guarnigione turca a cedere il Castello di San Giorgio. Suo padre infatti era originario di quelle terre e lui conosceva un fratello del subassì. Il castello si trovava circa tre miglia nell'entroterra, sulla sommità di un colle alto circa 150 m e dai pendii scoscesi ed era pertanto difficilmente aggredibile. Il 4 novembre l'ambasceria raggiunse la fortezza dove fu arrestata ma subito rilasciata per ordine del subassì Gisdar Aga. Il cancelliere gli offrì di arrendersi, promettendo che alla guarnigione sarebbe stato permesso di tornare in sicurezza in Turchia a bordo di alcune galee oppure di continuare a residiere in quelle terre sotto i veneziani, in tal caso egli avrebbe ricevuto un'adeguata provvisione. La sera stessa il fratello del subassì si recò al porto dicendo che i turchi chiedevano venti giorni per poter esaminare la proposta, nel frattempo le due parti avrebbero dovuto scambiarsi un ostaggio. Il Pesaro rifiutò i termini proposti dai turchi e dopo essersi consigliato con Consalvo, "mandò a dir aspre parole" al subassì che non si voleva arrendere. Mentre si conducevano le trattative, Consalvo inviò 10-12 cavalieri e 500 fanti in ricognizione attorno al castello affinché ne studiassero la posizione e le difese e il Pesaro vi associò alcuni stradiotti. Molti soldati al comando di Gorlino da Ravenna sbarcarono al fine di procurarsi il legname di cui la flotta necessitava per l'assedio di Modone.

### Consalvo decide di assediare Castel San Giorgio
La mattina del 5 novembre giunsero a Cefalonia anche le navi francesi. Il loro capitano fu informato dai veneziani circa l'impresa di Modone e si rifiutò di dare il proprio appoggio poiché il padrone della nave voleva licenza; fu inizialmente convinto a restare con il pretesto che l'operazione sarebbe stata di breve durata ma il giorno dopo lasciò l'isola alla volta di Corfù. Il Pesaro venne a sapere che Consalvo voleva intraprendere quell'impresa poiché, dal momento costi di mantenimento della flotta spagnola erano estremamente elevati, aveva bisogno di catturare al più presto alcune terre per conto della corona spagnola (in particolare il Negroponte e Lesbo) che poi sarebbero state scambiate con altri territori già in possesso della Serenissima. Per riuscirvi, tuttavia, aveva bisogno dell'appoggio dei veneziani, in particolare in merito ai rifornimenti, avendo scarsa dotazione di polvere di sparo e materiale per condurre un assedio.
Il 6 novembre il cancelliere riaprì le trattative ma ancora una volta il subassì si rifiutò di arrendersi. Consalvo allora si mise alla testa dei propri soldati e andò in ricognizione fin sotto il castello, accompagnato da Gorlino da Ravenna e dai suoi. Fece poi sapere al Capitano da Mar di voler catturare quella fortezza prima che la flotta fosse pronta per ripartire alla volta di Modone. Il Pesaro dopo essersi consultato con i provveditori e i capitani delle galee accettò. Nel pomeriggio furono scaricati dalle navi e posti su carri 12 cannoni di grande calibro oltre a 40 di calibro minore, tra cui molti falconetti poi furono trainati verso il castello.

## L'assedio

### Divisione dei compiti e avvio del bombardamento
L'8 novembre il castello fu circondato dall'artiglieria spagnola. Il giorno successivo Consalvo fece erigere l'accampamento e fu raggiunto poco dopo dal Pesaro, dal provveditore della flotta Girolamo Contarini e dal capitano delle galee grosse Giacomo Venier, che non avevano ancora visto il castello; gli espresse l'intenzione di rimanere nell'accampamento mentre i veneziani sarebbero dovuti restare a difesa del porto. Il Pesaro nominò i due quali aiutanti di campo del Consalvo e il provveditore della flotta Girolamo Pisani e il vicecapitano delle navi Marco Orio quali provveditori deputati a dirigere le operazioni al porto, a cui poi aggiunse il capitano della fanteria veneziana Gorlino da Ravenna e Alvise Moscatelli, capitano degli equipaggi delle galee. Il Pesaro assegnò poi nominò i mastri dell'accampamento, gli addetti al rifornimento delle munizioni, delle vettovaglie e della biada, alla mobilizzazione delle artiglierie, alla realizzazione dei ripari, i capi colonnello e gli addetti alla cura dei feriti. 
Il 10 novembre erano ormai sbarcati sull'isola quasi diecimila soldati spagnoli e 15 cannoni di grosso calibro e decine di falconetti e girifalchi che furono faticosamente posizionati in tre gruppi sulle alture attorno alla fortezza. Verso le nove di mattina l'artiglieria iniziò a tirare giorno e notte contro le mura della fortezza su due lati, tanto che i difensori non potevano sporgersi dalle mura e riuscì in breve a mettere fuori uso una grande bombarda nemica e a causare gravi danni alle mura e ai torrioni. Si avviò inoltre la costruzione dei ripari per gli schioppettieri. I turchi risposero con un tiro molto modesto, secondo i veneziani perché forniti di pochi pezzi d'artiglieria. Il giorno successivo, complice il bel tempo tipico dell'Estate di San Martino, il Pesaro fece sbarcare la maggior parte degli uomini dalle galee grosse e dalle sottili e ordinò all'equipaggio di quelle navi di trainare pezzi d'artiglieria, munizioni, viveri e materiale d'assedio all'accampamento, che distava cinque miglia dal porto.

### Diserzioni turche e cedimenti di mura
Il 13 novembre Gorlino da Ravenna e Alvise Moscatelli, insieme a molti altri, si portarono fin sotto il terrapieno che i turchi avevano realizzato in seguito al crollo di un tratto delle mura. Qui iniziarono a scavare con grandi zappe cunicoli poi sostenuti con pali di ferro per minare le fondamenta e farlo crollare in vista dell'assalto generale, previsto da lì a due giorni. Sfortunatamente forti piogge costrinsero gli spagnoli e i veneziani a posticipare l'assalto e rallentare le operazioni, sebbene si continuasse a tirare con l'artiglieria. 
La mattina del 15 novembre si fecero saltare alcune mine all'interno di cunicoli scavati nelle mura della fortezza creando una breccia di 4-5 passi.
Il 17 novembre un asapo fuggì a notte fonda dalla fortezza e si portò al campo spagnolo. Riferì che la flotta turca, di passaggio da Cefalonia, aveva cambiato gli uomini della guarnigione sostituendoli con 400 asapi dall'Anatolia, tanto che ne rimanevano appena sessanta dall'anno precedente. Dei quattrocento, trenta erano stati tolti poco prima che arrivasse la flotta cristiana e settanta erano già stati uccisi o gravemente feriti durante l'assedio. I turchi disponevano di trenta pezzi d'artiglieria ma quelli di maggior calibro, un passavolante e due bombarde di medie dimensioni (di cui una fuori uso) non potevano essere utilizzati perché non vi era un luogo adatto in cui posizionarli, inoltre avevano solo cinquanta barili di polvere. All'interno delle mura vi erano anche trenta persone tra donne e bambini e trentaquattro cavalli di cui quattordici erano già stati macellati per penuria di cibo. La guarnigione aveva scavato alcuni cunicoli per intercettare quelli nemici ma disponeva di poco legname per sostenerli e per costruire ripari, tanto che avevano dovuto ricavarlo da alcune case diroccate, inoltre vi erano pochi uomini con le conoscenze necessarie per realizzare opere di difesa nel contesto di un assedio. Rivelarono che si era progettata una sortita con 150 uomini scelti contro l'accampamento spagnolo ma che alla fine non si fece nulla per l'opposizione del capitano degli asapi. Infine dissero che il morale dei difensori era basso e vi erano continue liti tra i soldati tanto che se avessero assaltato risolutamente la fortezza, l'avrebbero certamente presa. Interrogati su quale fosse il lato più debole del castello, dissero che era quello a ponente mentre il più forte quello a levante. Alle otto di mattina disertò un altro turco, questa volta un giannizzero, che confermò la versione dell'asapo.
Il 18 novembre un gruppo di spagnoli male armati scalarono di loro iniziativa le mura e dopo una scaramuccia con i turchi riuscirono persino a piantarvi una bandiera; molti di loro furono però feriti dalle frecce nemiche. Il loro capitano riuscì con fatica a farli scendere e ordinò di impiccarli per la loro insubordinazione ma grazie all'intermediazione dei veneziani riuscirono ad aver salva la vita.

### Primo assalto
Il 23 novembre, verso le quattro del pomeriggio, il Consalvo comandò l'assalto generale, preceduto da un intenso bombardamento d'artiglieria. Gli uomini furono divisi in sei gruppi per altrettante ondate ma data la ripidità del colle, i turchi riuscirono a respingere gli assalitori a colpi di schioppo e lanciando pietre e frecce. Dopo circa due ore il capitano generale spagnolo ordinò che tutti si ritirassero nei propri alloggiamenti. L'assalto costò agli spagnoli e ai veneziani un numero indefinito di morti e almeno 150 feriti, tra questi due o tre capisquadra spagnoli, i capi colonnello Sebastiano Moro, ferito da uno schioppo ad un piede, Piero Trevisan e Girolamo Morosini, colpiti da una sassata alle gambe e feriti in modo lieve, l'addetto alle artiglierie Francesco Arimondo, ferito da una freccia al volto e l'addetto al rifornimento delle munizioni e Gabriele Soranzo, colpito da due frecce al ginocchio e alla caviglia e da una sassata al volto. L'artiglieria spagnola causò 40-50 morti tra i turchi ma il bombardamento fu talmente intenso e prolungato che vi furono morti e feriti per fuoco amico tra cui Gorlino da Ravenna, ferito sotto il ginocchio sinistro da un colpo di falconetto e un suo tamburino. Il fallimento dell'assalto determinò anche la rottura della concordia tra spagnoli e italiani, con i primi che sequestravano tutto il vino scaricato dalle navi.
Il 27 novembre Francesco Zigogna, provveditore della Morea, giunse all'accampamento di Cefalonia offrendo al Pesaro, una volta catturato il castello, di stabilire sull'isola un migliaio di cavalieri che insieme alle loro famiglie erano fuggiti da Modone, Corone e Malvasia in seguito alla loro cattura da parte dei turchi.
Al 2 dicembre le mura su tre dei quattro lati della fortezza erano ormai state abbattute e si erano approntati alcuni bastioni e torri in legno per poter superare i ripari nemici. I turchi avevano sostituito buona parte della cinta muraria con terrapieni. L'assalto era però reso difficoltoso dalla ripidità e dall'asperità del terreno, che non permetteva agli assalitori di avere le mani libere nonché dalle continue piogge. Durante uno di questi tentativi di scalata fu ferito Alvise Moscatelli, sebbene non in modo grave. Lo stesso giorno giunse in porto una galea che scaricò un basilisco e una grossa bombarda che furono trainate dagli uomini di Marco Orio sino all'accampamento.

### Sortita dei turchi
Il 5 dicembre fu catturato un greco inviato dai turchi di stanza a Leucade per sapere quale fosse la situazione di Castel San Giorgio. Interrogato, rivelò che alle due di notte erano sbarcati sull'isola trenta giannizzeri a bordo di un grippo con l'intenzione di introdursi nella fortezza. Il Pesaro allora ordinò a Paolo Contarini, provveditore per gli stradiotti, di setacciare l'isola per stanarli; fece poi appostare altri uomini tutt'intorno alla fortezza per tendere loro un'imboscata nel caso in cui tentassero di entrare o uscire. Inviò quindi Francesco Pasqualigo nel canale di Itaca affinché trovasse il gripo e gli desse fuoco insieme ad eventuali altre imbarcazioni nemiche, in modo da togliere ai giannizzeri ogni via di fuga e fece presidiare quel tratto di mare dalle fuste catalane. Poco dopo fu catturato un altro greco che nascondeva denaro per i turchi; entrambi furono impiccati. Nel frattempo si fecero tre o quattro tiri di basilisco, con effetti devastanti sulle fortificazioni nemiche.
Il 6 dicembre, verso le dieci di sera, alcuni uomini della guarnigione turca tentarono una sortita ma furono sentiti dalle guardie poste attorno al colle. Due di loro furono uccisi e uno, ferito a più riprese, preso prigioniero da Giacomo Venier; tra gli spagnoli morì un soldato e alcuni furono feriti dalle frecce. Il prigioniero, interrogato, rivelò che all'interno della fortezza rimanevano 200 difensori di cui circa 50 erano feriti (oltre a una ventina di donne e bambini) e che un colpo d'artiglieria aveva appena ucciso il subassì Aga Gisdar ma che tutti gli altri caposquadra erano vivi. Rimanevano loro 5-6 bombarde ma poche frecce e polvere da sparo. La guarnigione ormai mangiava solo brodo d'asino e persino il biscotto veniva razionato, in ogni caso era intenzionata a resistere fino alla fine. Ribadì che la parte verso ponente della fortezza era la più vulnerabile. Disse che i suoi compagni avevano effettuato la sortita per la ristrettezza di viveri nella speranza di recuperare del frumento da un deposito posto poco fuori le porte. Gli fu poi chiesto se fosse a conoscenza di operazioni di soccorso alla fortezza ed egli rispose che la mattina precedente due greci li avevano informati del reclutamento di un contingente di 300 turchi a Patrasso e dello sbarco sull'isola di 30 giannizzeri ma di non sapere dove fossero.
Il 7 dicembre, verso mezzogiorno, Gorlino da Ravenna morì a causa delle ferite riportate nell'assalto di sei giorni prima; la salma fu inviata a Corfù per una sepoltura onorevole. Il 12 dicembre uno dei bastioni in legno costruiti da spagnoli e veneziani sovrastava i ripari dei nemici anche se ancora incompleto.

### Epilogo
Il 18 dicembre il Pesaro si recò all'accampamento e si consultò con Consalvo per un nuovo assalto generale da lì a quattro giorni. Per aprire una breccia significativa sul lato di ponente non rimaneva da abbattere che un muro puntellato dai difensori. I provveditori tuttavia gli dissero che a parer loro il capitano spagnolo continuava a non determinare un giorno preciso per l'assalto affinché potesse farvi entrare per primi gli spagnoli per poi rivendicarlo come sua conquista. Allora il Pesaro emanò una grida nella quale si affermava che il primo che fosse riuscito a salire sopra i ripari del castello avrebbe ricevuto una provvisione di quindici ducati l'anno, il secondo di dieci, il terzo di sei, inoltre i soldati sarebbero stati liberi di saccheggiare la fortezza, fatta eccezione per armi e munizioni che sarebbero stati consegnati alla Serenissima.
Quello stesso giorno disertarono sette turchi (un giannizzero, due berberi, due artiglieri e due galeotti) informando i veneziani di come negli ultimi giorni il presidio avesse subito 50 morti e 40 feriti e fosse alle strette con viveri, polvere e munizioni ma comunque intenzionato a combattere sino all'ultimo uomo; alla difesa partecipavano persino le donne e i bambini lanciando pietre.
Il 24 dicembre fu ordinato un nuovo assalto generale. Nel giro di mezz'ora gran parte della fortezza cadde nelle mani degli assalitori, fatta eccezione per 30-40 turchi che continuarono a difendersi asserragliandosi all'interno della rocca. Vi furono alcuni scontri ma poi, non volendo perdere altri uomini, gli spagnoli aprirono le trattative per una resa onorevole. I turchi, in cambio della resa, ottennero che gli spagnoli ritirassero i loro soldati dalla fortezza, dopodiché il cadì e l'aga degli asapi uscirono dalla rocca ed ebbero un colloquio con Consalvo e il Pesaro. I due si resero al Consalvo con la possibilità di un riscatto mentre il resto dei loro uomini e il bottino sarebbero stati ceduti ai soldati spagnoli una volta catturata la rocca.
Il Pesaro divise allora i suoi uomini in cinque gruppi: la prima, comandata da Geronimo Contarini, a presidio del "bastione dei cestoni" che possedeva un ponte in grado di sovrastare i ripari dei nemici, la seconda , al comando di Giacomo Venier, presso la cisterna, la terza, dotata di basilisco e guidata da Marco Orio e dal capitano Mendoza, presso lo spirone a ponente, la quarta presso le mura settentrionali comandata da Alvise Salamone e la quinta, presso le mura orientali guidata da alcuni capitani di vascello. L'assalto finale fu annunciato da un colpo di basilisco. Veneziani e spagnoli assaltarono la rocca da ogni lato uccidendo tutti i turchi che trovarono e perdendo solo 8-10 uomini oltre ad alcuni feriti, poi la saccheggiarono. I primi ad entrare furono gli uomini al comando di Marco Orio.

## Conseguenze
Il Pesaro scelse Giacomo Coltrin quale nuovo governatore del castello che tuttavia era ormai inservibile e avrebbe dovuto essere ricostruito. 
Il comandante spagnolo e la sua flotta fecero ritorno in Spagna dopo l'evento, ma Pesaro si portò all'isola di Santa Maura (Lefkada) ove rimase sino all'agosto del 1502. Quando venne concluso il trattato di pace a Costantinopoli nel dicembre del 1502, Cefalonia rimase veneziana, ma Santa Maura tornò sotto il dominio ottomano nel 1503.